# Druk Rabgye
Druk Rabgye foi um Desi Druk do Reino do Butão, reinou de 1707 até 1719. Foi antecedido no trono por Umdze Peljor, tendo-lhe seguido Ngawang Gyamtsho.